# Alexandra Ossipowna Ischimowa

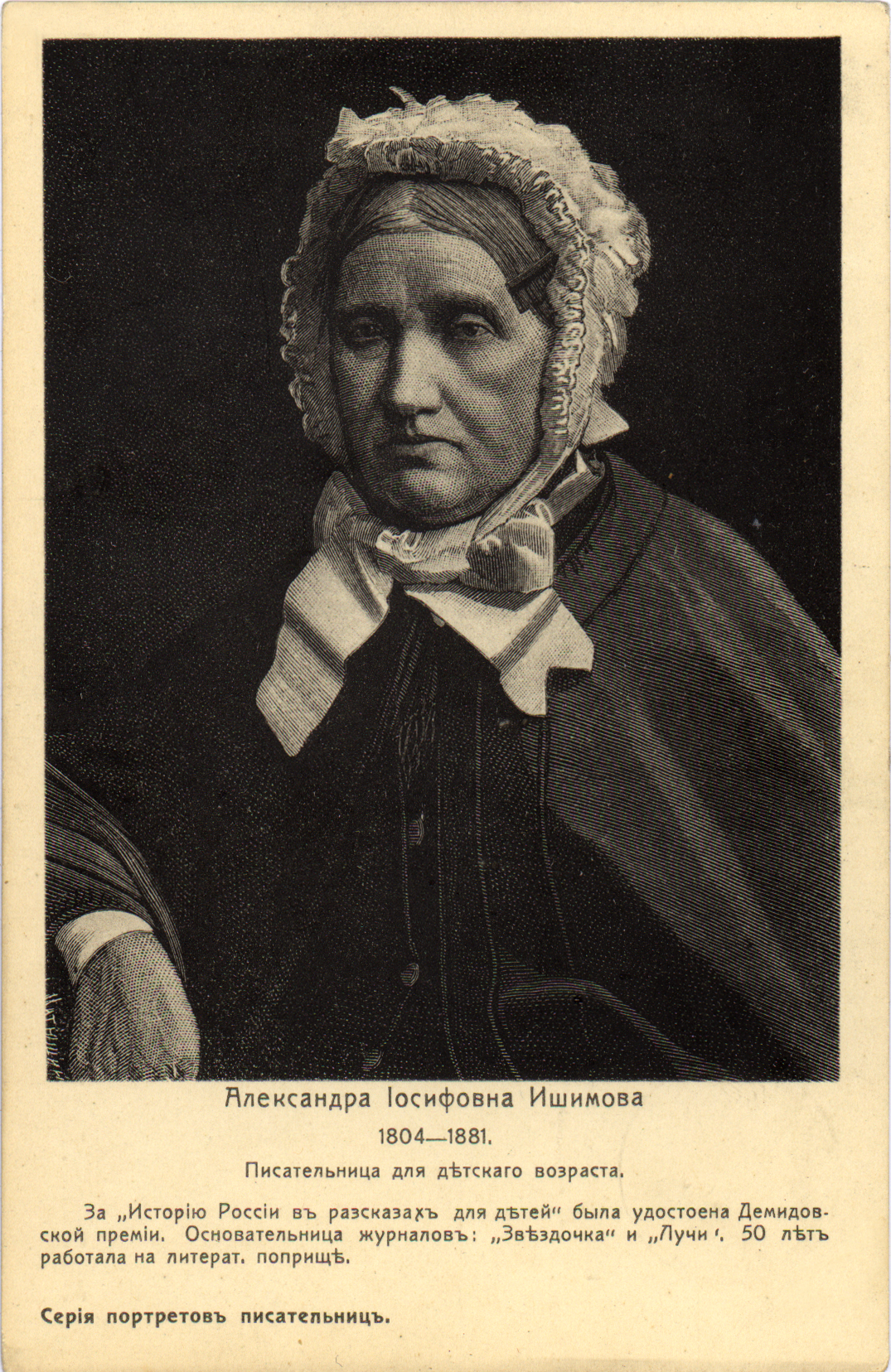
Alexandra Ossipowna Ischimowa

Alexandra Ossipowna Ischimowa (russisch Александра Осиповна Ишимова; * 25. Dezember 1804jul. / 6. Januar 1805greg. in Kostroma; † 4. Junijul. / 16. Juni 1881greg. in St. Petersburg) war eine russische Kinder- und Jugendbuchautorin und Übersetzerin.

## Leben
Ischimowas Vater Ossip (Iossif) Filippowitsch Ischimow stammte aus Wjatka und diente vor seiner Heirat in der Kanzlei des Generalgouverneurs der Gouvernements Wjatka und Kasan Fürst Platon Stepanowitsch Meschtscherski. Wegen seines kritischen Denkens wurde Ischimow nach Tobolsk verbannt, wo er bald als Kollegienassessor (8. Rangklasse) Direktor der Tobolsker Hauptvolksschule wurde. In Tobolsk heiratete Ischimow die Tochter des Vorsitzenden der Zivilkammer. Bald zog die Familie nach Kostroma um.
1805 wurde Ischimow mit Ernennung zum Hofrat (7. Rangklasse) nach St. Petersburg versetzt, so dass Ischimowa in St. Petersburg aufwuchs. Ihre Bildung erhielt sie zu Hause und in Mädchenpensionaten sowie durch Selbststudium, wobei sich ihr Talent für fremde Sprachen zeigte. 1818 verließ sie das Mädchenpensionat und bereitete sich für den Eintritt in das St. Petersburger Katharina-Institut für adlige Mädchen vor. Nach einem misslungenen Prozess gegen einen Verwandten Alexei Andrejewitsch Araktschejews wurde der Vater aus St. Petersburg nach Wologda und dann nach Ust-Syssolsk verbannt, so dass die Familie ohne Einkommen war.
1825 wurde der Vater nach Kem im Gouvernement Archangelsk verlegt mit der Absicht, ihn ins Solowezki-Kloster zu verbannen. Darauf reiste Ischimowa nach St. Petersburg und erreichte in der Audienz von Alexander I. die Begnadigung ihres Vaters. Sie eröffnete eine Privatschule und betätigte sich als Übersetzerin literarischer Texte. Ihr erstes Werk war 1831 die Übersetzung des Essai sur l'art d'être heureux von Joseph Droz. In dieser Zeit lernte sie Pjotr Andrejewitsch Wjasemski, Wassili Andrejewitsch Schukowski, Alexander Sergejewitsch Puschkin und andere Schriftsteller kennen.
Nach Ischimowas Erfolg mit einer Übersetzung für Kinder wurde ihr geraten, eine Geschichte Russlands für Kinder nach dem Beispiel Walter Scotts zu schreiben. So arbeitete sie ab August 1834 an ihrem Hauptwerk, der Geschichte Rußlands in Erzählungen für Kinder, mit dem sie landesweit bekannt wurde. Dafür studierte sie alle ihr zur Verfügung stehenden Quellen und insbesondere Nikolai Michailowitsch Karamsins Geschichte des russischen Staates. Die erste Ausgabe gab die St. Petersburger Akademie der Wissenschaften 1837–1840 in sechs Teilen heraus. Puschkin schickte ihr am Tag seines tödlichen Duells mit einem Buch zur Übersetzung einen Brief, in dem er ihre Erzählungen bewundernd ansprach und sich entschuldigte, ihrer Einladung nicht folgen zu können. Ischimowas Erzählungen wurden mit Begeisterung aufgenommen. Wissarion Grigorjewitsch Belinski hielt die Erzählungen, die sich seiner Meinung nach nicht an Kinder, sondern an Jugendliche und junge Erwachsene richteten, für einen wichtigen Beitrag zur russischen Literatur. 1841 erschien die zweite Ausgabe, wofür sie den Demidow-Preis erhielt.
Ischimowa gab die Monatszeitschriften Swjosdotschka für Kinder (1842–1863) und  Lutschi für Mädchen (1850–1860) heraus. Sie verfasste eine Reihe von eigenen Erzählungen und übersetzte viel aus dem Französischen und Englischen, so auch die Abenteuerromane James Fenimore Coopers.
Ischimowa wurde in St. Petersburg auf dem Nikolaus-Friedhof des Alexander-Newski-Klosters begraben.